# Victor Barette
Victor Joseph Hubert Barette (Veghel, 26 april 1861 – Breda, 27 december 1941) was een Nederlandse steenhouwer.

## Leven en werk
Barette was een zoon van Hubert Joseph Barette (1824-) en Anna Josepha Catharina Hubertina Ubben (1827-. Vader Barette kwam uit België, hij had onder meer bij het atelier Cuypers-Stoltzenberg gewerkt en was in 1860 oprichter van een steenhouwerij in Eindhoven. Victor Barette heeft daar mogelijk het vak in de praktijk geleerd. Hij werkte 1882-1890 als steenhouwer in Helmond en had de nodige ervaring in het vak toen ook hij voor zichzelf begon.
Hij richtte per 1 februari 1890 een eigen steenhouwerij op aan de Noordstraat in Tilburg, hij maakte onder meer grafmonumenten, schoorsteenmantels en kerkelijk meubilair. Een voorbeeld daarvan is het grafmonument voor de vermoorde Marietje Kessels (1903). Het is een van de drie grafmonumenten van Barette die als rijksmonument zijn opgenomen in het monumentenregister. In 1917 werd de steenhouwerij overgenomen door Jos Lorrie, die de firmanaam Barette bleef gebruiken. Victor Barette en zijn vrouw Anna Maria de Bont (1866-1927) verhuisden het jaar erop naar Breda.
Barette was lid van de Sint-Vincentiusvereniging. Hij overleed in Breda in 1941, op 80-jarige leeftijd.

## Werken (selectie)
- 1890 grafmonument Johannes Dominicus van den Heuvel (1818-1890), geneesheer, Goirle
- 1891 grafmonument Franciscus G.A.R. baron van Lamsweerde (1839-1891), burgemeester van Boxtel, Boxtel
- 1891 grafmonument Hendrik van Lieshout (1814-1890), Boxtel
- 1891 grafmonument familie Bressers-Stoops, Dongen
- 1892 grafmonument familie Van Etten-van Son, Oosterhout
- 1892 grafmonument bierbrouwer Gerardus Josephus Witlokx (1862-1892), Haren
- 1892 marmeren communiebank voor de Paterskerk
- 1892 grafmonument familie Dekkers, Baardwijk
- 1893 grafmonument familie Wijten, Waalwijk
- 1894 grafmonument J. Vrancken, begraafplaats van 't Heike, Tilburg
- 1894 grafmonument J. Arnold, oud-commissaris van politie, begraafplaats van 't Heike, Tilburg
- 1894 grafmonument familie Grachtmans, Waalwijk
- 1895 grafmonument pastoor Andreas de Louw (1830-1895), Moergestel
- 1896 grafmonument C. Verschuren, Oosterhout
- 1897 zijaltaar in de Heikese kerk
- 1898 steenhouwerswerk winkelpui Gebr. Uppenkamp aan de Heuvel, Tilburg
- 1898 hardstenen versiering aan kiosk in het Wilhelminapark (Tilburg)
- 1899 grafmonument van de familie De Charro, begraafplaats van 't Heike, Tilburg
- 1900 grafmonument pastoor Petrus Hubertus Klijsen (1828-1900), Loon op Zand
- 1901 grafmonument fabrikant Christiaan Mommers (1836-1900), Moergestel
- 1901 grafmonument A.H. van Iersel, Diesen
- 1902 grafmonument mevr. J. le Blanc, Waalwijk
- 1903 grafmonument pastoor Willems, Korvelse kerkhof, Tilburg
- 1903 grafmonument van Marietje Kessels (1889-1900), begraafplaats van 't Heike, Tilburg
- 1904 grafmonument Johannes Franciscus Jansen (1824-1901), burgemeester en lid Tweede Kamer, Tilburg
- 1905 grafmonument van de familie Van de Lisdonk-van Besouw, Goirle
- 1906 grafmonument van L.C.H.M. van Sasse van Ysselt, Veghel
- 1908 grafmonument mevr. Sweens-Willems, kerkhof van psychiatrisch ziekenhuis Voorburg, Vught
- 1908 grafmonument familie Eras-van Beurden, Goirkese kerkhof, Tilburg
- 1914 grafmonument gebroeders Henricus van der Eerden, oud-wethouder, en Joh.Ant. van der Eerden, kerkhof bij de Sint-Petruskerk (Boxtel)
- 1914 grafmonument mevr. A. van der Eerden-Brussing, kerkhof bij de Sint-Petruskerk (Boxtel)
- 1916 grafmonument van Petrus van Gastel (1839-1916), oud-burgemeester van Dongen

## Foto's

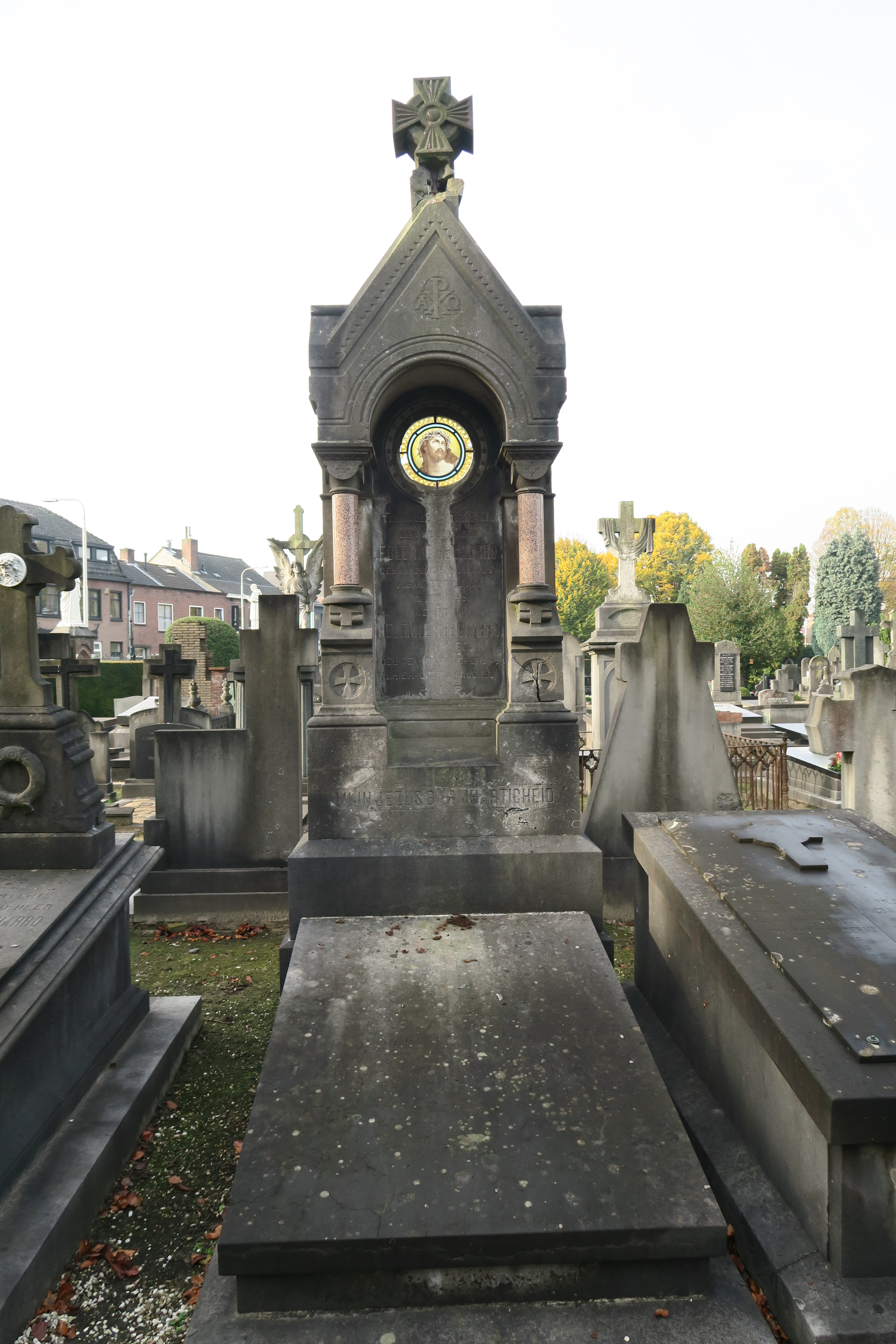
grafmonument van de familie De Charro
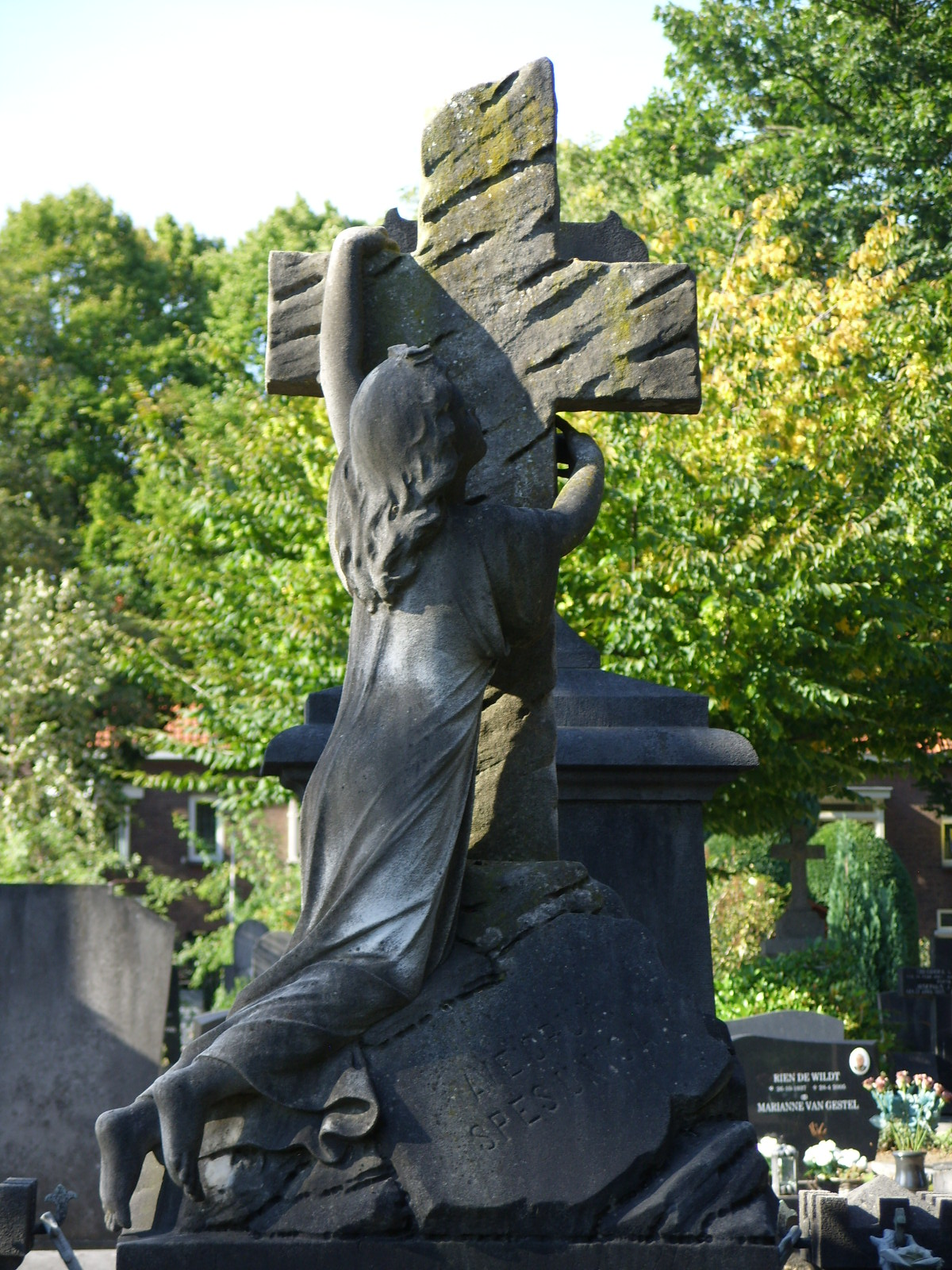
Detail grafmonument van Marietje Kessels
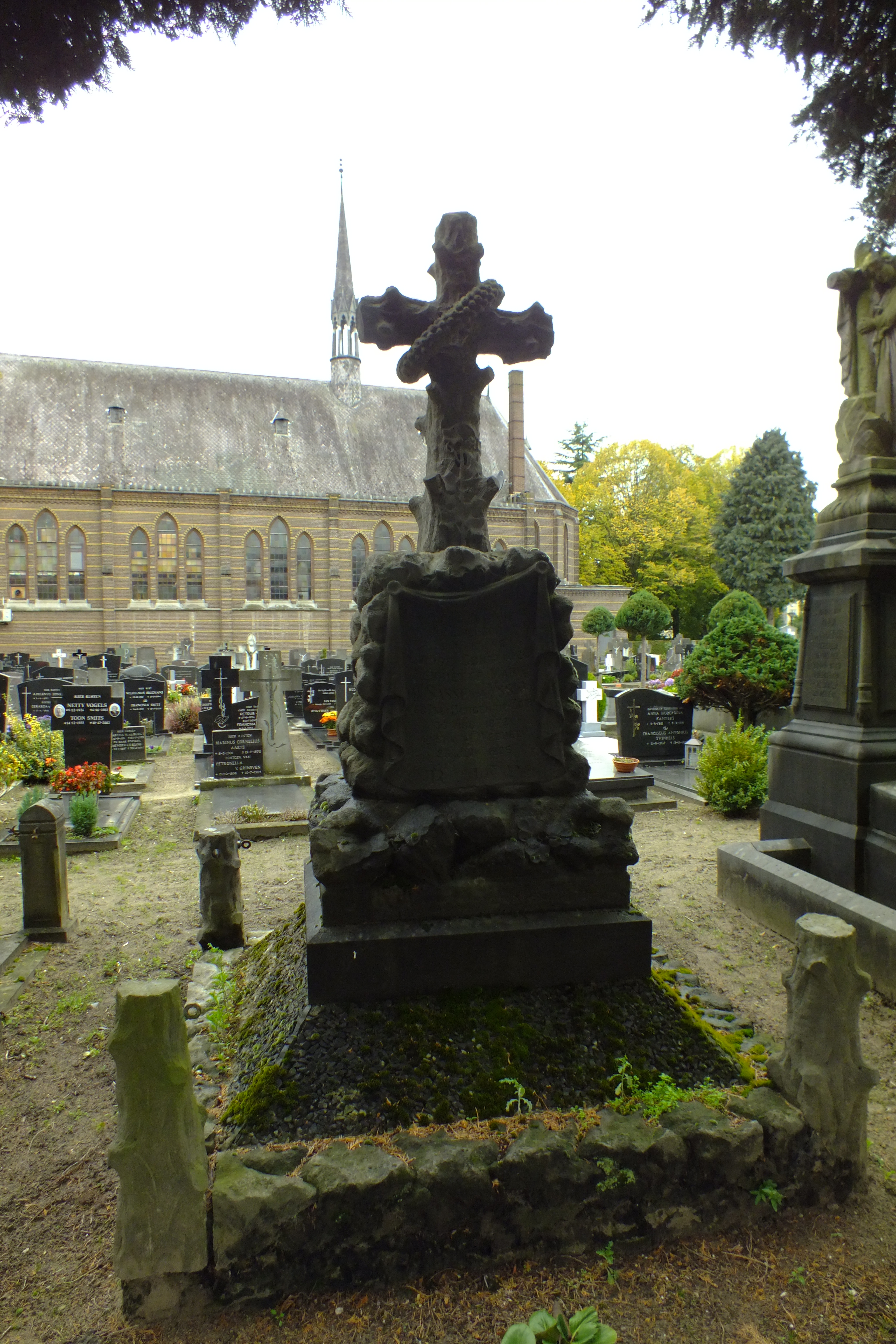
grafmonument van L.C.H.M. van Sasse van Ysselt